# Colleges de la Universidad de Cambridge

Escudo de la Universidad de Cambridge.

La Universidad de Cambridge está compuesta por 31 'colleges' además de los departamentos académicos y la administración de la universidad central. Hasta mediados del siglo XIX, tanto Cambridge como Oxford consistían en un grupo de colleges con una pequeña administración central universitaria, en lugar de universidades en el sentido común. Los colleges de Cambridge son comunidades de estudiantes, académicos y personal: un entorno en el que generaciones y disciplinas académicas pueden mezclarse, permitiendo que tanto los estudiantes como los profesores experimenten "la amplitud y excelencia de una universidad de primer nivel a un nivel íntimo".
Los colleges de Cambridge proporcionan la mayoría del alojamiento para los estudiantes de pregrado y posgrado de la universidad. A nivel de pregrado, son responsables de admitir a los estudiantes en la universidad, proporcionar apoyo pastoral y organizar elementos de su enseñanza, aunque las conferencias y exámenes son organizados por las facultades y departamentos de la universidad central. Todos los títulos son otorgados por la propia universidad, no por los colleges, y todos los estudiantes estudian el mismo curso independientemente del colegio al que asistan. Para los estudiantes de posgrado, la investigación se realiza centralmente en las facultades, departamentos y otros centros de investigación afiliados a la universidad, aunque los colleges proporcionan un centro social e intelectual central para los estudiantes.
Los colleges ofrecen una variedad de instalaciones y servicios a sus miembros además del alojamiento, incluyendo: servicios de catering, bibliotecas, sociedades extracurriculares y equipos deportivos. Gran parte de la vida deportiva en Cambridge se centra en los equipos de los colleges y la competición intercolegial en Cuppers. La actividad estudiantil generalmente se organiza a través de salas comunes separadas para estudiantes de pregrado y posgrado. Otro elemento importante de la vida colegial es el formal hall, que varía en frecuencia desde semanalmente hasta todas las noches de la semana durante el periodo lectivo completo.
Los colleges también proporcionan financiación, alojamiento o ambos, para algunos de los puestos académicos en la universidad, siendo la mayoría de los académicos de Cambridge también fellows de un colegio además de sus roles en la facultad o departamento. Por lo tanto, los fellows pueden ocupar posiciones en el colegio además de sus puestos académicos en la universidad: estos incluyen roles como Tutor (responsable del apoyo pastoral), Director de Estudios (responsable de la supervisión académica de los estudiantes que cursan una materia en particular), Decano (responsable de la disciplina entre los miembros del colegio), Senior Tutor (responsable de la provisión académica general del colegio) o Head of College ('Head of House').
Los colleges son organizaciones benéficas autogobernadas por derecho propio, con sus propios fondos y posesiones.

## Colleges "viejos" y "nuevos"
La Universidad de Cambridge tiene 31 colleges, fundados entre los siglos XIII y XX. No se fundaron colleges entre 1596 (Sidney Sussex College) y 1800 (Downing College), lo que permite distinguir a los colleges en dos grupos según la fecha de fundación:
- los 16 colleges "viejos", fundados entre 1284 y 1596, y
- los 15 colleges "nuevos", fundados entre 1800 y 1977.

El colegio más antiguo es Peterhouse, fundado en 1284, y el más nuevo es Robinson, fundado en 1977. Homerton, que fue fundado por primera vez en el siglo XVIII como una academia disidente (y luego como colegio de formación de maestros), obtuvo el estatus de colegio completo en 2010.

## Restricciones de ingreso
Todos los 16 colleges "viejos" y 7 de los 15 "nuevos" admiten tanto a estudiantes masculinos como femeninos, tanto de pregrado como de posgrado, sin restricciones de edad. Ocho colleges restringen la entrada por sexo, edad de los estudiantes de pregrado, o solo admiten a estudiantes de posgrado: 
- King's originalmente admitía solo a chicos de Eton College hasta 1865.
- Murray Edwards y Newnham admiten solo a mujeres. Lucy Cavendish admitía solo a mujeres hasta 2021.[8]
- Lucy Cavendish admitía solo a estudiantes maduras (es decir, de 21 años o más hasta 2020[8]) y a estudiantes de posgrado hasta 2021.
- Clare Hall y Darwin admiten solo a estudiantes de posgrado.
- Hughes Hall, St Edmund's y Wolfson admiten solo a estudiantes maduras y a estudiantes de posgrado.[9]

No hay colleges solo para hombres, aunque la mayoría originalmente lo eran. Darwin, fundado en 1964, fue el primer colegio mixto, mientras que en 1972 los colleges Churchill, Clare y King's fueron los primeros colleges previamente solo para hombres en admitir mujeres, mientras que King's anteriormente solo aceptaba estudiantes de Eton College. El último colegio solo para hombres en volverse mixto fue Magdalene, en 1988. En 1973, Hughes Hall se convirtió en el primer colegio solo para mujeres en admitir hombres, y Girton admitió hombres por primera vez en 1979.
Newnham también coloca restricciones en la admisión de miembros del personal, permitiendo solo a mujeres convertirse en fellows del colegio. Murray Edwards no impone esta restricción a los fellows.

## Influencia arquitectónica
Los colleges de Cambridge y Oxford han servido como inspiración arquitectónica para la arquitectura gótica colegial, utilizada por varias universidades estadounidenses, incluyendo Universidad de Princeton, Universidad de Cornell y Universidad de Washington en St. Louis desde finales del siglo XIX.

## Lista decolleges
| College                    | Año de construcción | Director              | Estudiantes de pregrado | Estudiantes de posgrado | Dotación financiera (2022) |
| -------------------------- | ------------------- | --------------------- | ----------------------- | ----------------------- | -------------------------- |
| Christ's College           | 1505                | Simon McDonald        | 433                     | 256                     | £117M                      |
| Churchill College          | 1960                | Athene Donald         | 499                     | 346                     | £113M                      |
| Clare College              | 1326                | Loretta Minghella     | 519                     | 289                     | £161M                      |
| Clare College              | 1966                | C. Alan Short         | 0                       | 249                     | £21M                       |
| Corpus Christi College     | 1352                | Christopher Kelly     | 294                     | 259                     | £99M                       |
| Darwin College             | 1964                | Mike Rands            | 0                       | 755                     | £25M                       |
| Downing College            | 1800                | Graham Virgo          | 463                     | 382                     | £50M                       |
| Emmanuel College           | 1584                | Doug Chalmers         | 512                     | 206                     | £137M                      |
| Fitzwilliam College        | 1869                | Sally Morgan          | 486                     | 413                     | £78M                       |
| Girton College             | 1869                | Elisabeth Kendall     | 516                     | 292                     | £53M                       |
| Gonville and Caius College | 1348                | Pippa Rogerson        | 602                     | 247                     | £254M                      |
| Homerton College           | 1768                | Simon Andrew Woolley  | 615                     | 577                     | £216M                      |
| Hughes Hall                | 1885                | Laurie Bristow        | 150                     | 711                     | £8M                        |
| Jesus College              | 1496                | Sonita Alleyne        | 513                     | 411                     | £235M                      |
| King's College             | 1441                | Gillian Tett          | 442                     | 284                     | £250M                      |
| Lucy Cavendish College     | 1965                | Madeleine Atkins      | 385                     | 544                     | £13M                       |
| Magdalene College          | 1428                | Christopher Greenwood | 382                     | 190                     | £71M                       |
| Murray Edwards College     | 1954                | Dorothy Byrne         | 376                     | 189                     | £46M                       |
| Newnham College            | 1871                | Alison Rose           | 416                     | 290                     | £59M                       |
| Pembroke College           | 1347                | Chris Smith           | 475                     | 285                     | £90M                       |
| Peterhouse College         | 1284                | Andy Parker           | 292                     | 178                     | £235M                      |
| Queens' College            | 1448                | Mohamed A. El-Erian   | 521                     | 500                     | £115M                      |
| Robinson College           | 1977                | Richard Heaton        | 412                     | 252                     | £29M                       |
| Saint Catharine's College  | 1473                | Mark Welland          | 481                     | 287                     | £73M                       |
| Saint Edmund's College     | 1896                | Catherine Arnold      | 121                     | 452                     | £19M                       |
| Saint John's College       | 1511                | Heather Hancock       | 658                     | 319                     | £663M                      |
| Selwyn College             | 1882                | Roger Mosey           | 419                     | 249                     | £56M                       |
| Sidney Sussex College      | 1596                | Martin Burton         | 380                     | 247                     | £29M                       |
| Trinity College            | 1546                | Sally Davies          | 722                     | 332                     | £1,835M                    |
| Trinity Hall               | 1350                | Mary Hockaday         | 376                     | 226                     | £350M                      |
| Wolfson College            | 1965                | Jane Clarke           | 180                     | 832                     | £30M                       |
| Total:                     | Total:              | Total:                | 12 354                  | 10 893                  | £5,325M                    |

| Institución(es)          | Año de fundación | Director         | Estudiante de pregrado | Estudiante de posgrado | Total  | Dotación financiera |
| ------------------------ | ---------------- | ---------------- | ---------------------- | ---------------------- | ------ | ------------------- |
| Universidad de Cambridge | c. 1209          | Deborah Prentice | 12,354                 | 10,893                 | 23,247 | £4,001M             |
| Colleges                 | 1284–1977        |                  |                        |                        |        | £5,325M             |
| Total:                   | Total:           | Total:           | 12,354                 | 10,893                 | 23,247 | £9,326M             |

También hay varios colleges teológicos en la ciudad de Cambridge (por ejemplo, Ridley Hall, Wesley House, Westcott House y Westminster College) que están afiliados a la universidad a través de la Federación Teológica de Cambridge. Estos colleges, aunque no son oficialmente parte de la Universidad de Cambridge, operan programas que son validados o impartidos en nombre de la universidad o de Anglia Ruskin o de las Universidades de Durham.

## Directores decolleges
La mayoría de los colleges están dirigidos por un Master, incluso cuando el Master es una mujer. Sin embargo, hay algunas excepciones, listadas a continuación. Girton College siempre ha tenido una Mistress, aunque los candidatos masculinos han podido postularse para el cargo desde 1976.

## Colleges anteriores
La lista anterior no incluye varios colleges anteriores que ya no existen. Estos incluyen:
- Ayerst Hostel, fundado en la década de 1880. Edificios utilizados por Saint Edmund's House desde 1896 y luego St Edmund's College en 1996.[75]
- Buckingham College, fundado en 1428 como un salón benedictino, refundado como Magdalene en 1542.[76]
- Bull College, un colegio no oficial para soldados estadounidenses que regresaron de la Segunda Guerra Mundial, existiendo en Michaelmas 1945 y Lent 1946.[77]
- Cavendish College, fundado en 1873, un intento de permitir a los estudiantes más pobres presentar los exámenes de Tripos, cuyos edificios fueron comprados por Homerton en 1895.[78][79]
- "Clare Hall" fue el nombre de Clare College entre 1338 y 1856. Clare College fundó un nuevo colegio llamado Clare Hall en 1966.
- Gonville Hall, fundado en 1348, y refundado en 1557 como Gonville and Caius College.[80]
- God's House, fundado en 1437, y refundado en 1505 como Christ's College.[81]
- King's Hall, fundado en 1317, y combinado con Michaelhouse para formar Trinity College en 1546.[82]
- Michaelhouse, fundado en 1324, y combinado con King's Hall para formar Trinity College en 1546.
- New Hall, fundado en 1954, y refundado en 2008 como Murray Edwards College.
- Physwick Hostel — un predecesor de Gonville and Caius College.
- University College, fundado en 1965, y refundado en 1972 como Wolfson College.
- University Hall, fundado en 1326, refundado como Clare Hall en 1338, renombrado como Clare College en 1856.